# Reel Big Fish
A Reel Big Fish egy amerikai ska punk együttes Kaliforniából, legismertebb számuk az 1997-ben megjelent Sell out. Hírnevet a '90-es évek közepén szereztek amikor a ska harmadik hullámának tombolása alatt kiadták a Turn the Radio Off című albumukat. Az együttes 1992-es alakulása, és első demófelvételük elkészülése óta az egyetlen eredeti tag Aaron Barrett.

## Történet

### Korai sikerek (1992-1999)
A Reel Big Fish debütáló albuma az Everything Sucks eleinte underground körökben terjedt, majd egy szerencsés véletlen folytán leszerződtek a Mojo Records-szal. Az album nem aratott nagy sikert, az igazi áttörést a Turn the Radio Off című lemez jelentette, így elkezdhették első turnéjukat az Amerikai Egyesült Államokban. Sell Out című számukkal világhírnévre tettek szert 1997-ben, a felvételt több országban játszotta az MTV, felkerült a toplistákra is. 1998-ban az együttes feltűnt a Basebolondok című filmben is. Az együttes három tagja ezután kilépett, az utolsó közös albumuk a Why Do They Rock So Hard? volt. Miután Grant Barry (harsona), Tavis Werts (trombita) és Andrew Gonzales (dob) kilépett az együttesből hat évet töltöttek új tagokat keresve.

### A végleges felállás kialakulása (2000-2005)
2002-től a Reel Big Fish elkezdett visszakapaszkodni a slágerlistákra, köszönhetően Carlos de la Garza utcai dobos közreműködésének és Tyler Jones trombitajátékának, mely a Where Have You Been? című dalban hallható. Utolsó koncertjük ebben a felállásban 2003 júniusában volt, ezután de la Garza kilépett, majd nem sokkal később a koncert DVD megjelenését követően Barrett kényszerítette távozásra Tyler Jonest alkoholizmusa miatt. Őt váltotta John Christianson.
2005. április 5-én adták ki negyedik albumukat a Mojo kiadó közreműködésével We're Not Happy 'Til You're Not Happy címmel. Justin Ferreira dobos működött közre a felvételeken, de őt hamar váltotta Ryland Steen, aki aztán végleges választásnak bizonyult.

### Önálló alkotás (2006-tól)
A 2006-os turnéjuk alatt a Jive Records bejelentette, hogy nem kívánja tovább szponzorálni az együttest, melyet a tagok a kiadó meglepetésére kitörő örömmel fogadtak.[forrás?] Megalapították saját kiadójukat és megjelentettek egy 3 lemezes koncertfelvételt tartalmazó CD/DVD csomagot Our Live Album Is Better Than Your Live Album címmel. Nem sokkal később egy válogatásalbummal jelentkeztek.
2007. februárjában látott napvilágot a Duet All Night Long című, demófelvételeket tartalmazó CD, melyen más együttesek énekeseivel működtek közre.
Az első önálló stúdióalbumuk 2007. július 10-én a Monkeys for Nothin’ volt a Jive Recordstól történt távozásuk után. Nem sokkal később az együttes Myspace blogján közölte, hogy Matt Wong távozni kényszerül a csapatból, hogy több időt tölthessen feleségével és újszülött fiával.[forrás?] Őt váltotta Derek Gibbs, aki a Jeffries Fan Club basszusgitárosa volt korábban.
2007. december 19-én bejelentették, hogy részt vesznek a Wapred Tour 2008-on, mely egy egész Amerikát átívelő fesztiválsorozat volt. Emiatt az új albumra 2009. január 20-ig kellett várni, mely Fame, Fortune and Fornication címmel jelent meg. 2009-ben ráadásként még egy albumot szeretnének kiadni.[forrás?]

## Diszkográfia

### Albumok
| Kiadás dátum                 | Album                                       | Kiadó                     | Toplista helyezés |
| ---------------------------- | ------------------------------------------- | ------------------------- | ----------------- |
| 1995 (2000-ben újra kiadták) | Everything Sucks                            | Piss-Off Records          | --                |
| 1996. augusztus 13.          | Turn the Radio Off                          | Mojo Records/Jive Records | US #57            |
| 1998. október 20.            | Why Do They Rock So Hard?                   | Mojo Records/Jive Records | US #67            |
| 2002. június 25.             | Cheer Up!                                   | Mojo Records/Jive Records | US #115           |
| 2005. április 5.             | We're Not Happy 'Til You're Not Happy       | Mojo Records/Jive Records | US #155           |
| 2007. július 7.              | Monkeys for Nothin' and the Chimps for Free | Rock Ridge Music          | US #106 UK #40    |
| 2009. január 20.             | Fame, Fortune and Fornication               | Rock Ridge Music          | US #177 UK #      |

### Koncertfelvétel
| Kiadás éve          | Album                                                                            | Kiadó            | Toplista helyezés  |
| ------------------- | -------------------------------------------------------------------------------- | ---------------- | ------------------ |
| 2006. augusztus 22. | Our Live Album Is Better Than Your Live Album ( You're All In This Together DVD) | Rock Ridge Music | Nem volt toplistán |

## A tagok egyéb tevékenysége
- Scott Klopfenstein és Dan Regan a The Littlest Man Band-nek is tagjai voltak.
- Aaron Barrett, Derek Gibbs és John Christianson tagjai voltak a The Forces of Evil együttesnek, melyet együtt alapítottak a Jeffries Fan Club tagjaival és egyéb Orange megyei zenészekkel. 2005-ben oszlottak fel.
- Scott Klopfenstein egy másik ska együttes tagja is volt, a Nuckle Brothers-é.
- Dan Regan készített egy techno-projectet Black Casper néven. Néhány Reel Big Fish–művet dolgozott fel.